# 17. ročník předávání cen Amerického filmového institutu
17. ročník předávání cen Amerického filmového institutu ocenil nejlepších deset filmů a deset filmových programů.

## Nejlepší filmy
- Příchozí
- Ploty
- Hacksaw Ridge: Zrození hrdiny
- Za každou cenu
- Místo u moře
- La La Land
- Moonlight
- Mlčení
- Sully: Zázrak na řece Hudson
- Zootropolis: Město zvířat

## Nejlepší televizní programy
- Takoví normální Američané
- Atlanta
- The Crown
- Volejte Saulovi
- Hra o trůny
- Jedna noc
- American Crime Story
- Stranger Things
- This Is Us
- Viceprezident(ka)

## Speciální ocenění
- O.J.: Made in America